# Kandid Tscharkwiani
Kandid Tscharkwiani (georgisch კანდიდ ჩარკვიანი, russisch Кандид Несторович Чарквиани Kandid Nestorowitsch Tscharkwiani; * 1907 in Zageri; † 13. September 1994) war ein georgischer Partei- und Regierungsbeamter sowie von 1938 bis 1952 Erster Sekretär der Kommunistischen Partei Georgiens.

## Frühes Leben
Tscharkwiani wurde in Zageri, einer Stadt in der georgischen Region Ratscha-Letschchumi und Niederswanetien, als Sohn einer polnischen Einwandererfamilie geboren. Er erlangte einen Abschluss am Gymnasium von Kutaisi und am Ingenieurinstitut von Tiflis. Zu Beginn seiner Karriere arbeitete er für verschiedene Publikationen, darunter große georgische Zeitungen.
Durch die Unterstützung Josef Stalins rückte Tscharkwiani zur Position des Ersten Sekretärs der Georgischen SSR auf. Sein beruflicher Aufstieg stieß jedoch auf starken Widerstand seitens Lawrenti Berias, der geplant hatte, aus den Reihen seiner eigenen Schützlinge einen Nachfolger für diese Position zu finden. Stattdessen hatte sich Stalin bereits für den damals erst 32-jährigen Tscharkwiani entschieden.

## Beruflicher Aufstieg durch Stalin
Stalin erfuhr von Tscharkwiani durch dessen Artikel in georgischen Zeitungen. Er schätzte sein literarisches Talent und wollte durch seine Unterstützung des jungen Autors die Förderung der Jugend vorantreiben. So wurde Tscharkwiani 1937 zum Leiter der Abteilung für Bildung und Kultur im Zentralkomitee der Kommunistischen Partei Georgiens ernannt. Im September desselben Jahres übernahm er seine Pflichten als Erster Sektetär der Georgischen Schriftstellergewerkschaft. In dieser Funktion leistete er einen wesentlichen Beitrag zur Vorbereitung eines bedeutenden literarischen Ereignisses – der Gedenkfeier des 750. Jahrestags des klassischen Gedichts Der Recke im Tigerfell des georgischen Dichters Schota Rustaweli. Am 31. August 1938 wurde er schließlich zum Ersten Sekretär des Zentralkomitees der Kommunistischen Partei Georgiens gewählt. Er blieb bis zum 2. April 1952 in diesem Amt.

## Beschreibungen seines Charakters
Geronti Kikodse, ein prominenter georgischer Literaturkritiker und Denker des 20. Jahrhunderts, kritisierte in seinen 1954 geheim verfassten Memoiren das kommunistische Regime und dessen Führer zwar scharf, lobte Kandid Tscharkwiani allerdings für seine menschlichen Qualitäten und seine starken administrativen Fähigkeiten: „Tscharkwiani mangelte es nicht an Mitgefühl, er war nicht leicht von Informanten zu überzeugen und insgesamt war er ein ausgeglichener und bescheidener Mann. Im Allgemeinen ging Tscharkwiani ziemlich rational mit den Angelegenheiten der Republik um.“
Kikodse beschreibt außerdem Spannungen zwischen Befürwortern Tscharkwianis und Lawrenti Berias unter den Mitarbeitern der georgischen Geheimdienste. Er nennt ein Beispiel aus der Zeit nach dem Zweiten Weltkrieg, in dem die Schützlinge Berias, der einen persönlichen Groll gegen Kikodse gehegt habe, auf dessen Befehl Vorwürfe gegen Kikodse erfanden und ihm Verbindungen zu Nazideutschland unterstellten. Es sei dem Einschreiten Tscharkwianis zu verdanken, dass die Anklage gegen Kikodse fallen gelassen wurde.

## Errungenschaften 1938–1950
Tscharkwiani führte die rasche Industrialisierung Georgiens an. In den Nachkriegsjahren wurden trotz Gegenwind verschiedener Moskauer Bürokraten diverse Großprojekte auf seine Initiative hin umgesetzt, darunter die Stadt Rustawi samt der dortigen Metallwerke. Der ursprüngliche Plan, befürwortet von Stalin, war, letztere innerhalb der Stadtgrenzen von Tiflis zu errichten. Auf Drängen Tscharkwianis, der Umwelterwägungen Priorität einräumte, wurde dieses Vorhaben jedoch abgeändert und mit der Erbauung Rustawis verknüpft. Weitere Projekte waren unter anderem das Automobilwerk in Kutaissi, der zweitgrößten Stadt Georgiens, ein künstlicher Wasserspeicher (der Tiflis-See), die  Tifliser U-Bahn, die nach einigen Verzögerungen 1965 fertiggestellt wurde, sowie dutzende kleinere Wasserkraftwerke in verschiedenen Provinzen.
Tscharkwiani war maßgeblich an der Organisation der Produktion von Waffen und schwerem Militärgerät wie Kampfflugzeugen in Georgien beteiligt. Während des Zweiten Weltkriegs lieferte Georgien auch große Mengen landwirtschaftlicher Produkte an die Front. In dieser Zeit stieg die Produktion deutlich an.
1941 wurde, erneut trotz starkem Widerstand aus der Moskauer Bürokratie, die Georgische Nationale Akademie der Wissenschaften gegründet, die später einige Forschungszentren übernahm.
Laut Geronti Kikodse habe Tscharkwiani erfolgreich die georgische Nationalidentität gestärkt: „Abgesehen von der Entwicklung der georgischen Wirtschaft in einem beispiellosen Tempo trugen diese Veränderungen [...] zur Beseitigung der alten provinziellen Isolation innerhalb Georgiens bei und stärkten eine gemeinsame nationale Identität [unter den Georgiern].“

## Die Mingrelische Affäre und Exil 1952–1958
Im Rahmen der Mingrelischen Affäre 1952 wurde Tscharkwiani sowie weiteren Politikern der Kommunistischen Partei Georgiens mingrelischer Abstammung vorgeworfen, sich von der Partei abzuspalten und mit westlichen Kräften zu kollaborieren. Die Anschuldigungen richteten sich hauptsächlich gegen Lawrenti Berias Schützlinge. Lange dachten Historiker fälschlicherweise, Tscharkwiani sei aufgrund seiner mingrelischen Abstammung und enger Verbindungen zu Beria bezichtigt worden. Die inzwischen geöffneten Archive Georgiens lieferten jedoch Beweise dafür, dass Tscharkwiani letschchumisch statt mingrelisch oder swanetisch war, und stattdessen beschuldigt wurde, weil er es versäumt habe, „den kriminellen nationalistischen Ring von Konterrevolutionären innerhalb der Reihen der Georgischen Kommunistischen Partei“ zu entdecken und einzudämmen. Außerdem stellte sich heraus, dass Tscharkwianis Beziehungen zu Beria niemals eng waren, und dass Tscharkwiani von Beria lediglich toleriert wurde, weil er in Stalins Gunst stand.
Als Konsequenz dieses Skandals wurde Tscharkwiani im April 1952 auf eine niedrige Position im Moskauer Zentralkomitee herabgestuft. Nach Stalins Tod am 5. März 1953 erhielten beinahe alle Schützlinge Berias, die unter der Mingrelischen Affäre degradiert worden waren, mit sofortiger Wirkung ihre alte Stellung zurück. Tscharkwiani jedoch wurde auf Befehl Berias von seiner Familie getrennt und nach Zentralasien verwiesen, wo er zwischen 1953 und 1958 ein staatliches Bauunternehmen in der usbekischen Hauptstadt Taschkent leitete. 1958 durfte er nach Georgien zurückkehren.

## Späte Jahre
Zurück in Tiflis begann Tscharkwiani seine Forschungsarbeit am Institut für Wirtschaft und Recht. Er verteidigte seine Diplom- und Doktorarbeit und wurde 1981 zum Direktor des Forschungsinstituts für Volkswirtschaft und Wirtschaftsplanung ernannt, wo er bis 1988 tätig war.
Tscharkwiani war Autor von 40 Forschungsarbeiten und Monographien über Weinerzeugung, die Entwicklung des Elektroenergiesektors und andere Wirtschaftsbereiche. Zudem übersetzte er deutsche Poesie ins Georgische, darunter Gedichte von Heinrich Heine und Johann Wolfgang von Goethe.
Seine vollständigen Memoiren wurden 2004 veröffentlicht.
Tscharkwiani war 60 Jahre lang mit der Augenärztin Tamar Dschaoschwili verheiratet. Das Paar hatte drei Söhne. Einer seiner Söhne, Gela Tscharkwiani, war georgischer Botschafter im Vereinigten Königreich und Irland. Sein Enkel Irakli Tscharkwiani war ein einflussreicher georgischer Musiker und Schriftsteller.